# 1345

## Vědy a umění
- dokončena stavba pařížské katedrály Notre-Dame

### Probíhající události
- 1337–1453: Stoletá válka
- 1345–1348: Česko-polská válka

## Narození
- 31. října – Ferdinand I. Portugalský, portugalský král († 22. října 1383)
- ? – Karel III. Neapolský, uherský a neapolský král († 24. února 1386)
- ? – Jan z Moravy, litomyšlský a olomoucký biskup a aquilejský patriarcha († 13. října 1394)

## Úmrtí
- 1. května – Peregrín Laziosi, italský servitský mnich, kněz a světec (* 1265)
- 28. června – Sancha Mallorská, kalábrijská vévodkyně a neapolská královna jako manželka Roberta I. (* 1285)
- 24. července – Jacob van Artevelde, vůdce vlámských vzbouřenců (* cca 1290)
- 22. září – Jindřich z Lancasteru, anglický šlechtic a hrabě (* 1281)
- 26. září
  - Jan z Montfortu, hrabě z Montfort-l'Amaury a Richmondu, vévoda bretaňský (* 1295)
  - Vilém II. Henegavský, hrabě henegavský, holandský a zeelandský (* 1307)
- 13. listopadu – Konstancie Kastilská, kastilská královna jako manželka Alfonse XI. a portugalská královna jako manželka Petra I. (* okolo 1318)
- ? – Anežka Bavorská, braniborská a landsberská markraběnka (* 1276)

## Hlava státu
- České království – Jan Lucemburský
- Moravské markrabství – Karel IV.
- Svatá říše římská – Ludvík IV. Bavor
- Papež – Klement VI.
- Anglické království – Eduard III.
- Francouzské království – Filip VI. Francouzský
- Polské království – Kazimír III. Veliký
- Uherské království – Ludvík I. Uherský
- Byzantská říše – Jan V. Palaiologos a Jan VI. Kantakuzenos (regent)